# Parapolyacanthia
Parapolyacanthia is een kevergeslacht uit de familie van de boktorren (Cerambycidae). De wetenschappelijke naam van het geslacht werd voor het eerst geldig gepubliceerd in 1951 door Breuning.

## Soorten
Parapolyacanthia omvat de volgende soorten:
- Parapolyacanthia assimilis Breuning, 1955
- Parapolyacanthia trifolium (Fauvel, 1906)